# Eurypteryx biovatus
Eurypteryx biovatus är en fjärilsart som beskrevs av Charles Oberthür 1894. Eurypteryx biovatus ingår i släktet Eurypteryx och familjen svärmare. Inga underarter finns listade i Catalogue of Life.